# Ammothella longipes
Ammothella longipes is een zeespin uit de familie Ammotheidae. De soort behoort tot het geslacht Ammothella. Ammothella longipes werd in 1864 voor het eerst wetenschappelijk beschreven door Hodge. 